# بن دراجافون
بن دراجافون ولد 31 ديسمبر 1983هو لاعب كرة قدم أمريكي سابق يعمل حاليًا كمدرب مساعد لفريق سياتل رين إف سي في الدوري الوطني لكرة القدم للسيدات . 

## روابط خارجية
- الملف الشخصي للاعب ساوندرز